# Heliconia indica
Heliconia indica är en enhjärtbladig växtart som beskrevs av Jean-Baptiste de Lamarck. Heliconia indica ingår i släktet Heliconia och familjen Heliconiaceae.

## Underarter
Arten delas in i följande underarter:
- H. i. austrocaledonica
- H. i. dennisiana
- H. i. indica
- H. i. micholitzii
- H. i. rubricarpa